# Château de Rullingen
Le château de Rullingen (également appelé Rolengen, Rolenghem et Ruelingen) est situé dans la vallée du Herck à Rullingen, un hameau de la ville belge de Looz.
Le plus ancien seigneur connu de Rullingen était Hegbert de Rullingen, qui fut témoin de la fondation de l'abbaye d'Averbode par son seigneur féodal, Arnoul II de Looz.
La forteresse médiévale a été remplacée, peut-être entre 1623 et 1638, par un château d'eau typique. Il se composait d'une cour en forme de U et d'un manoir en forme de L avec une tour d'angle carrée en saillie. Aux XVIIIe et XIXe siècles, le château est adapté aux normes d'habitation alors en vigueur ; une remise a été construite. Entre 1770 et 1850, un jardin anglais est aménagé au sud.
En 1912, le chevalier Pangaert d'Opdorp achète le château. La ferme derrière le château et une aile de service disparaissent dans un incendie en 1920. Le bâtiment a été entièrement rénové, un jardin a été aménagé et les canaux partiellement comblés. Une nouvelle remise a été construite avec les matériaux de démolition.
Depuis 1978, la Province de Limbourg est propriétaire du bâtiment. Jusqu'en 2013, le bâtiment était exploité en hôtel-restaurant. En 2014, le château a été vendu par la Province du Limbourg à NV Livaco à Saint-Lambert-Woluwe, l'une des sociétés du promoteur du projet Kolmont de la famille Tans à Hasselt.